# Álun

Álun, monyorómező egy régi térképen

Álun (románul: Alun) falu Romániában, Hunyad megyében.

## Fekvése
Vajdahunyadtól délnyugatra, a Ruszka-havas keleti részén fekvő település.

## Története
Álun, Monyorómező a középkor végéig magyar település volt, 1717 után románokkal telepítették be. Régen vasérc-, ma márványbányászatáról ismert. Az itteni márványból építették a Nép Házát, amely jelenleg a román parlamentnek ad helyet. A falu házainak is márványból készült a talapzata.
Nevét a 15.–16. században Monioromezew néven, 1482-ben p. Monyaromenhe, 1506-ban v. Monyoromezew, 1808-ban  és 1888-ban Alun, 1913-ban Álun-ként említették az írásos forrásokban.
1510-ben v. Monyaromezew néven Hunyadvár tartozékai közé tartozott. Egykori birtokosai: Hunyadi János, Hunyadi Mátyás, Corvin János, Török Bálint, Bethlen Gábor, 1673-ban Thököly Imre voltak.
A trianoni békeszerződés előtt Hunyad vármegye Vajdahunyadi járásához tartozott.
1910-ben 477 lakosából 2 magyar, 475 román volt, ebből 474 volt görögkeleti ortodox.
A falu lakói közül sokan dolgoztak a helyi bányában és a vajdahunyadi fémipari kombinátban, de a munkalehetőségek megszűnésével elvándoroltak, és 2014-ben a falunak már csak öt lakosa maradt.

## Látnivalók
- 18. századi ortodox fatemploma az országos műemlékjegyzéken a HD-II-m-B-03239 sorszámon szerepel.[1]
- Az 1930-as években épült márványtemplom